# Beendorf
Beendorf ist eine Gemeinde im Landkreis Börde in Sachsen-Anhalt. Die Gemeinde gehört der Verbandsgemeinde Flechtingen an. Eine ältere Schreibweise des Namens war „Behndorf“.

## Geografie
Beendorf liegt ca. 7 km östlich von Helmstedt unmittelbar an der Grenze zu Niedersachsen im Landschaftsschutzgebiet Allertal-Harbke am Rande des Lappwaldes.

## Politik

### Gemeinderat
Bei der letzten Kommunalwahl am 26. Mai 2019 lag die Wahlbeteiligung bei 47,5 %. Die Wählergruppen erreichten 10 Sitze und damit 100 % der Sitzverteilung. Weiteres Mitglied des Gemeinderates und dessen Vorsitzender ist der Bürgermeister.

### Wappen
Das Wappen wurde am 1. April 1997 durch das Regierungspräsidium Magdeburg genehmigt.
Blasonierung: „In Grün ein silbernes Bergmannsgezähe, im silbernen Schildhaupt drei steigende grüne Lindenblätter balkenweise.“
Als Symbol für den einstigen Salzabbau wählte die Gemeinde das silberne Schlägel und Eisen; die grünen Lindenblätter im Schildhaupt stehen für die waldreiche Umgebung Beendorfs. Die Gemeindefarben sind daher Silber (Weiß) - Grün. Das Wappen wurde von der Magdeburger Heraldikerin Erika Fiedler gestaltet.

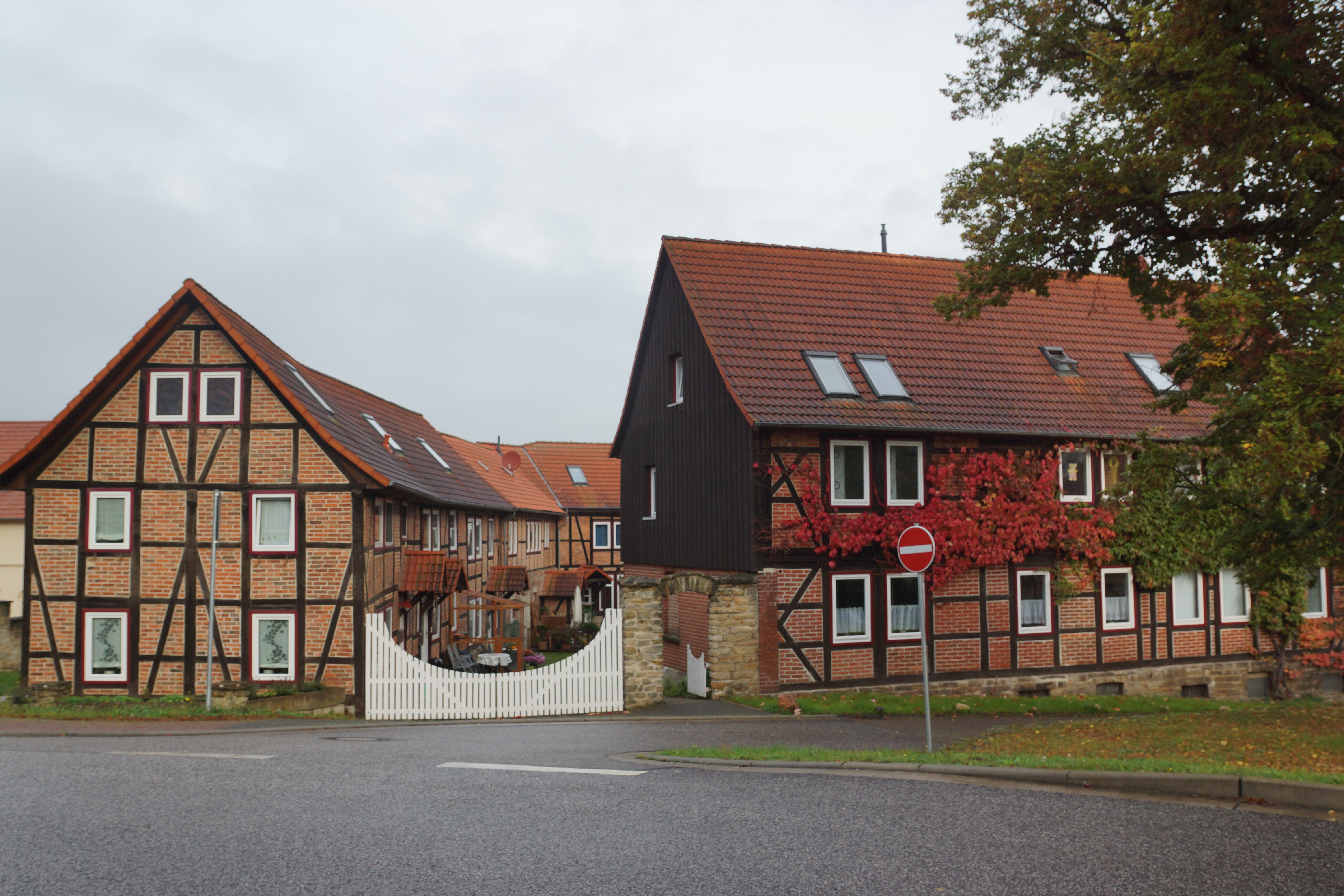
Denkmalgeschützte Häuser in der Mittelstraße

### Flagge
Weiß-grüne Streifenflagge mit aufgelegtem Wappen der Gemeinde.

### Partnergemeinde
Partnergemeinde von Beendorf ist das korsische Santa-Maria-Poggio (Santa Maria di u Poghju).

## Geschichte
Von 1994 bis zum 1. Januar 2005 gehörte Beendorf zur Verwaltungsgemeinschaft Weferlingen, von 2005 bis zum 31. Dezember 2009 zur Verwaltungsgemeinschaft Flechtingen. Seit dem 1. Januar 2010 ist Beendorf Mitgliedsgemeinde der an diesem Tag neu gegründeten Verbandsgemeinde Flechtingen.

## Kultur und Sehenswürdigkeiten

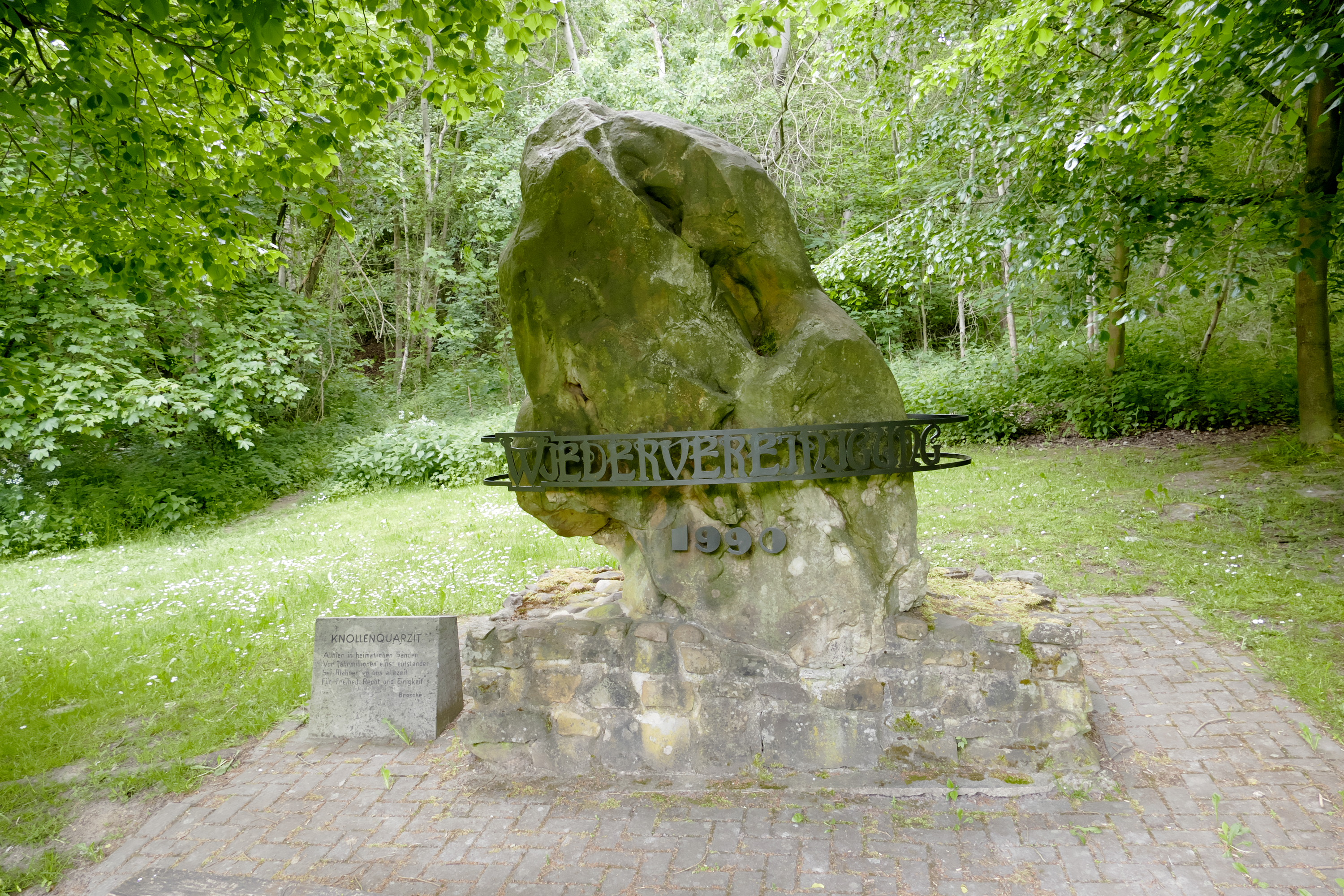
Gedenkstein zur deutschen Wiedervereinigung 1990

siehe Liste der Kulturdenkmale in Beendorf
- Johanniskirche
- Dauerausstellung in der Bernhard-Becker-Grundschule zur Geschichte des KZ-Außenlagers Beendorf
- Gemeinschaftsgrab und Gedenkstein aus dem Jahre 1958 auf dem Ortsfriedhof für 250 KZ-Häftlinge, die Opfer der Zwangsarbeit wurden
- Gedenkstätte aus dem Jahre 1958 in der Ortsmitte für die Opfer des Faschismus
- Gedenkstein zur deutschen Wiedervereinigung am westlichen Ortseingang von Beendorf
- ehemaliges Kalibergwerk Schacht Marie

## Wirtschaft und Infrastruktur

### Verkehr
Zur Bundesstraße 1, die Braunschweig mit Berlin verbindet, sind es in südlicher Richtung ca. 2 km. Die Bundesautobahn 2 (Anschlussstelle Alleringersleben) wird nach 5 km erreicht.
Beendorf war Endpunkt der Bahnstrecke Marienborn–Beendorf. Es verkehrt die Linie 661 der BördeBus Verkehrsgesellschaft zum nächstgelegenen Bahnhof Marienborn und weiter nach Harbke. Teilweise verkehren Rufbusse und Anruf-Sammel-Taxis.
In Beendorf gibt es einen Lebensmittelladen mit Waren für den täglichen Bedarf. Weiterhin vor Ort sind: Kindergarten, Friseure, Sparkasse, Tischlerei und eine Brauerei.

### Sport
In Beendorf ansässig ist der Sportverein Beendorfer SV 1906.